# Gelao
Los gelao (en chino, 仡佬族; pinyin, Gēlǎo zú) son una de las 56 minorías étnicas oficialmente reconocidas por el gobierno de la República Popular China. La mayoría de los 550.000 gelaos vive en la provincia de Guizhou aunque también se encuentran grupos en las de Guangxi, Yunnan y Sichuan. También se encuentran pequeñas poblaciones de gelaos en Vietnam. Son una de las etnias más desconocidas de todas las que habitan China. La palabra "gelao" significa "hombre fuerte''.

## Idioma
El idioma gelao pertenece a la familia de las lenguas tai-kadai. Se trata de una lengua muy poco utilizada ya que sólo una cuarta parte de los gelao es capaz de hablarla y entenderla. No dispone de un sistema propio de escritura así que suelen utilizarse los caracteres de los han.
Se trata de un idioma compuesto por seis tonos y numerosos dialectos, algunos de ellos son tan diferentes que se podrían considerar casi como lenguas independientes. Por eso se ha hecho habitual el uso del mandarín como idioma de uso cotidiano. Algunos gelao hablan también el idioma de los miao, los yi y los buyei.

## Historia
Los antepasados de los gelao son el pueblo "liao" que habitó en la zona de la actual provincia de Guizhou hace ya más de 2000 años. Los liao, descendientes a su vez de los yelang, una de las tribus más poderosas durante la época de la dinastía Han, emigraron hacia la zona de la actual Sichuan.
En el siglo V los gelao escogían a sus reyes; cargo que posteriormente se hizo hereditario. Durante las dinastías Yuan y Ming estuvieron gobernados por jefes locales. La dinastía Qing sustituyó los jefes locales por oficiales de la corte imperial. Su nombre actual lo recibieron durante la dinastía Ming.

## Cultura
Antiguamente. Los matrimonios eran acordados por los padres cuando los futuros esposos eran aún unos niños. Esta costumbre ha sido erradicada pero aún persiste la tradición en las ceremonias nupciales según la cual la novia, llevando una sombrilla y acompañada de sus familiares, tiene que ir a buscar a su futuro esposo hasta la vivienda que se convertirá en su nuevo domicilio. Hasta hace poco, los gelao partían uno de los dientes frontales a la novia el día de su boda como señal de su nuevo estado.
Los trajes tradicionales de los hombres consisten en chaqueta abotonada a un lado y pantalones largos. Las mujeres utilizan chaquetas cortas y faldas estrechas divididas en tres partes: la central está elaborada en lana roja mientras que las otras dos son de tela rayada en colores blanco y negro. Hombres y mujeres utilizan largas bufandas.

## Religión
Los gelao adoran a los espíritus de sus antepasados así como a diferentes dioses. Entre los dioses principales están el dios de las montañas, el del sol, del cielo y el dios de las vacas. Aunque no tienen un sistema religioso establecido, si poseen una serie de creencias y tabúes que afectan a diferentes aspectos de su vida cotidiana. No tienen templos, monasterios, ni  ídolos a quienes adorar.